# عادل إبراهيم مصطفى
عادل إبراهيم مصطفى هو مصارع رياضي مصري، ولد في 18 يناير 1930، وتوفي في 2006.

## وصلات خارجية
- عادل إبراهيم مصطفى على موقع أوليمبيديا (الإنجليزية)